# Pawel Matwejewitsch Obuchow

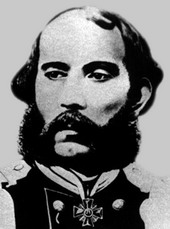
Pawel Matwejewitsch Obuchow

Pawel Matwejewitsch Obuchow (russisch Павел Матвеевич Обухов; * 30. Oktoberjul. / 11. November 1820greg. in Nischnjaja Tura; † 1. Januarjul. / 13. Januar 1869greg. im Dorf Pjatra im Gouvernement Bessarabien) war ein russischer Bergbauingenieur und Metallurg.

## Leben
Obuchow stammte aus einer alten Eisenwerker-Familie. Sein Großvater Fjodor Obuchow arbeitete als Hammerschmied und wurde wegen seiner hervorragenden Professionalität trotz fehlender Ausbildung als Meister anerkannt. Sein Vater Matwei Obuchow begann seine Laufbahn 1801 als Kanzleibeamter im Wotkinsker Hammerwerk, wurde aufgrund seiner Fähigkeiten Obermeister und arbeitete ab 1822 in der Serebrjansker Eisengießerei. Er sanierte die dortigen Wasseranlagen und Wasserräder, wofür er trotz fehlender Ausbildung zum Bergingenieur im Bergbau-Kadetten-Korps ernannt wurde. 1835 wurde er Direktor der Kuschwa-Eisengießerei im Majorsrang. Als Hauptmann ging er in den Ruhestand und wurde Aufseher der Wotkinsker Eisengießerei. Obuchows älterer Bruder Stepan Matwejewitsch (* 1807) studierte am Bergbau-Kadetten-Korps-Institut (St. Petersburger Staatliche Bergbau-Universität), arbeitete dann im Ural und wurde 1845 Aufseher der Goldverarbeitung im Nischnjaja-Tura-Werk.
Pawel Obuchow zeigte schon früh seine technische Begabung und zeichnete als Sechsjähriger Staudämme, Wasserkraftanlagen und Hüttenöfen. 1832 wurde er in das Bergbau-Kadetten-Korps-Institut aufgenommen. 1843 schloss er dort seine Ausbildung als Jahrgangsbester mit Auszeichnung (Große Goldmedaille) ab und wurde als Leutnant im Bergbau-Kadetten-Korps entlassen.
Obuchow begann seine Laufbahn als junger Ingenieur in den Berg-Blagodat-Werken im mittleren Ural bei Kuschwa. 1844–1846 arbeitete er als Aufseher im Serebrjansk-Werk bei Nischni Tagil. Da ihn diese Tätigkeit nicht befriedigte, bewarb er sich erfolgreich beim Bergbau-Kadetten-Korps um ein zweijähriges Auslandsstipendium (mit der Verpflichtung, hinterher sechs Jahre lang zu dienen). Mit dem Stipendium studierte er in Deutschland und Belgien die neuen Arbeitsmethoden in der Montanindustrie mit Konzentration auf die Eisen- und Kupfer-Produktion und den Maschinenbau.
Bei seiner Rückkehr 1848 blieb Obuchow zunächst vier Monate in St. Petersburg zur Anfertigung seines Reiseberichts und nahm dann wieder seine Arbeit im Serebrjansk-Werk auf. Am Ende dieses Jahres wurde er Geschäftsführer des Kuschwa-Werks mit Rangerhöhung zum Stabskapitän. Dort entwickelte er den Plan, Damaszener Stahl für Waffen herzustellen, womit er das wissenschaftliche Erbe P. P. Anossows antrat. Zwar konnte er eine Gruppe talentierter und engagierter junger Leute um sich sammeln, aber die begrenzten finanziellen und technischen Möglichkeiten verhinderten schnelle Erfolge. Als er 1851 Geschäftsführer des Jug-Metallurgie-Werks wurde, begann er sofort, Experimente zur Herstellung von Damaszener Stahl durchzuführen. 1853 gelang es ihm schließlich, eine Stahlplatte von 3/4 Linie Dicke herzustellen, die bei Gewehrbeschuss nicht durchschlagen wurde, während Kürasse doppelter Dicke des Slatoust-Metallurgie-Werks zu 30 % versagten.
Die Erfahrungen bei der Belagerung von Sewastopol 1854–1855 während des Krimkrieges zeigten, dass die vorhandenen glattrohrigen Bronze-Kanonen veraltet waren und durch neue wie leistungsfähigere aus Stahl ersetzt werden sollten. 1854 wechselte Obuchow nach Slatoust und wurde Geschäftsführer der Slatoust-Waffenfabrik, die statt der bisherigen kalten Waffen nun Feuerwaffen produzieren sollte. Dafür wurden besonders feste Stähle gebraucht, die nur im Ausland verfügbar waren. Obuchow entwickelte ein Verfahren zur Herstellung von Guss-Stahl im Tiegelofen. 1857 erhielt er das Patent für die Massenherstellung seines Tiegelstahls hoher Qualität. Das Verfahren ermöglichte auch den Guss von Rohren. Zunächst wurde mit Gewehrläufen experimentiert, die mit erhöhter Pulverladung geprüft wurden. Während die Krupp-Gewehre bei achtfacher Pulverladung zerplatzten, hielten die Slatoust-Gewehre die vierzehnfache Ladung aus. Nach diesem Erfolg wurde mit dem Guss von Kanonenrohren begonnen.
Für seine erfolgreiche Entwicklung erhielt Obuchow ein weiteres Patent, eine Auslandsabordnung und eine jährliche Zulage von 600 Rubel zu seinem Gehalt sowie den (russischen) Sankt-Stanislaus-Orden 3. Klasse mit Ernennung zum Oberstleutnant. Er verbrachte ein halbes Jahr in Deutschland und erarbeitete nach seiner Rückkehr auf der Grundlage seiner detaillierten Analyse der Krupp-Gussstahlfabrik ein Projekt zur Herstellung von Stahlgeschützen direkt in Russland, wofür er den Orden der Heiligen Anna 3. Klasse erhielt. Zar Alexander II. ordnete persönlich die Bereitstellung der nötigen Mittel für dieses Projekt an. Für die vermehrte Geschützproduktion empfahl Obuchow nicht das abgelegene Slatoust wegen der schwierigen und kostentreibenden Transportverhältnisse (mit Pferdewagen von Slatoust nach Birsk und dann per Schiff auf der Belaja). Aber die Kunden und insbesondere der Generalfeldzeugmeister Großfürst Michael Nikolajewitsch, Onkel des Zaren, bestanden auf Slatoust. So wurde die Großfürst Michael Nikolajewitsch-Fabrik 1859 in Slatoust gebaut, in der bereits 1860 der Stahl für die Geschützrohre erschmolzen wurde. Damit begann die eigenständige Stahlgeschützrohrproduktion in Russland. Auf dem St. Petersburger Schießplatz wurde 1860 je eine Kanone aus Krupp-Stahl, englischem Stahl und Slatoust-Stahl mit gleicher Bohrung verglichen. Während die ausländischen Kanonen nicht die Grenze von 2000 Schuss erreichten, konnten mit der Slatoust-Kanone innerhalb von vier Monaten 4017 Schüsse abgefeuert werden. Die Slatoust-Kanone übertraf nicht nur die Krupp-Kanone bezüglich Lebensdauer und Festigkeit, sondern war auch billiger und erst recht im Vergleich zur englischen Kanone. Dies eröffnete das Tor zur Anwendung von Gussstahl für Geschützrohre für die russische Artillerie. Auf der Weltausstellung London 1862 gewann die Kanone eine Goldmedaille und befindet sich jetzt im St. Petersburger Artillerie-Museum.
1861 wurde Obuchow Korrespondierendes Mitglied des Artilleriewissenschaftskomitees der Hauptverwaltung für Artillerie. 1861–1863 war er Bergchef der Slatoust-Werke und erhielt danach den Orden der Heiligen Anna 2. Klasse. Er wurde zum Oberst befördert und erhielt den Orden des Heiligen Wladimir 4. Klasse. Außerdem standen ihm 35 Kopeken für jedes Pud seines Gussstahles zu, was ihn zum reichen Mann machte. Er blieb in St. Petersburg und beriet Admiral N. K. Krabbe bezüglich der Produktion von Schiffsgeschützen im Ural. Die Krupp-Gussstahlfabrik bot ihm ein hohes Amt an, was er aber ablehnte.
1861 schloss Obuchow einen Vertrag mit dem Unternehmer N. I. Putilow zur vermehrten Produktion von Gussstahl für Artillerie-Geschütze. Die Admiräle N. K. Krabbe und J. W. Putjatin schlugen ein Projekt zur Gründung einer neuen Gussstahlfabrik für die Produktion von Geschützen für die Flotte vor, was jedoch vom Finanzminister Michael von Reutern abgelehnt wurde. 1863 erhielt Obuchow den Auftrag für den Bau einer Kanonenstahlfabrik mit Mitteln des Marineministeriums, so dass er die Genossenschaft P. M. Obuchow gründete mit N. I. Putilow, dem Kaufmann S. G. Kudrjawzew und ihm als Mitglieder. Prinz Peter von Oldenburg überließ der Genossenschaft auf 72 Jahre kostenfrei das Gelände der früheren Baumwollspinnerei Alexander-Manufaktur nicht weit von St. Petersburg am Newa-Ufer nahe der Nikolaibahn. Hier wurde 1863 das Obuchow-Werk gegründet (nach der Oktoberrevolution das Werk Bolschewik) mit dem ersten Stahlabguss 1864. 1865 löste sich die Genossenschaft auf. Putilow gründete ein eigenes Unternehmen (das künftige Putilow-Werk). Im Obuchow-Werk leitete Obuchow bis 1868 die metallurgische Produktion und führte seine Untersuchungen zur Stahlherstellung fort, worauf er zum Wirklichen Staatsrat ernannt wurde. Seit seiner Zeit in Slatoust verfolgte ihn das Problem der Gussfehler (Lunker, Versprödungen, Hohlräume), die erst sein Nachfolger D. K. Tschernow lösen konnte.
Im Herbst 1868 gab Obuchow aus gesundheitlichen Gründen die Arbeit in seinem Werk auf und begab sich zur Kur ins Ausland, was aber die Entwicklung seiner Schwindsucht nicht verlangsamte. Er starb im Gouvernement Bessarabien und wurde in St. Petersburg auf dem Friedhof des Alexander-Newski-Klosters begraben. Ein großer Teil seines Vermögens war bestimmt für das Werk zum Bau eines Krankenhauses, eines Heims für alte Arbeiter, einer Schule und Stipendien für Kinder von Meistern für eine höhere technische Ausbildung. Das St. Petersburger Stahlwerk erhielt 1869 nach dem Vorschlag Putilows den Namen Obuchow-Stahlwerk. 1886 wurde das Werk vom Marineamt übernommen. 1871 sah das Marineamt nicht mehr die Notwendigkeit, Krupp-Geschützrohre zu kaufen, so dass nun die russischen Kriegsschiffe nur noch mit Geschützen russischer Produktion ausgerüstet wurden. Obuchow-Geschütze wurden 1872 auf der Politischen Ausstellung in Moskau gezeigt und 1873 auf der Weltausstellung in Wien. 1908 lieferte das Werk Geschütze aller Kaliber an das Marineamt und das Heeresamt sowie auch Minen, Torpedos und andere Rüstungsgüter. Im russischen Militär war die Abkürzung LSP bzw. LSPO für den Pawel-Obuchow-Gussstahl gebräuchlich.